# 姚鏞
姚镛（？—？），山西太原右衛軍籍，明朝政治人物。

## 生平
万历二十二年（1594年）甲午科山西乡试舉人，二十九年（1601年）辛丑科進士，初授行人司行人，三十七年八月授山东道试监察御史，三十八年七月巡视陕西茶马，四十五年四月巡按淮扬。四十六年升太僕寺少卿。